# Martin Sonneborn
Martin Sonneborn (Gotinga, 15 de mayo de 1965) es un satírico, periodista y político alemán, diputado al Parlamento Europeo. Es fundador y presidente federal del partido satírico Die PARTEI. Fue editor en jefe de la revista satírica Titanic de 2000 a 2005 y trabaja para Spiegel Online y ZDF.

## Biografía
Sonneborn creció con su hermano como hijo del consejero de carrera y más tarde candidato presidencial Engelbert Sonneborn y una ama de casa.  Fue a la escuela en Osnabrück, donde aprobó con éxito el examen Abitur. Después del servicio selectivo y la graduación de un aprendizaje como comerciante de seguros, estudió Comunicación, Alemán y Política en Münster, Viena y Berlín. Su tesis de magister cubrió la revista satírica Titanic y el rango de efectividad de la sátira. El padre de Sonneborn fue candidato independiente en las elecciones presidenciales alemanas de 2017. Sonneborn tiene dos hijas y está casado con una mujer de ascendencia armenia.

## Carrera
Después de realizar una pasantía en la revista satírica Eulenspiegel en 1995, Sonneborn comenzó a escribir para Titanic, en cuyo editor en jefe se convirtió en 2000. Fue reemplazado por Thomas Gsella en octubre de 2005, pero siguió siendo escritor de columnas hasta abril de 2012. Ha sido coeditor de Titanic desde 2006. Sonneborn fue jefe de personal de la columna satírica SPAM en Spiegel Online desde noviembre de 2006 y reportero del programa de televisión satírico heute-show en ZDF desde mayo de 2009 a septiembre de 2014.
El 2 de agosto de 2004, Sonneborn fundó junto con otros editores de Titanic el partido político satírico Die PARTEI. Ha sido su presidente desde 2004 y fue su candidato principal en las elecciones estatales de Berlín de 2011. Durante la campaña electoral federal de 2005, Sonneborn apareció en varios anuncios de campaña por televisión. Junto con el director Andreas Coerper, Sonneborn filmó un documental sobre el desarrollo y las actividades del partido desde su fundación hasta 2009.
En las elecciones al Parlamento Europeo de 2014 Sonneborn fue elegido como Diputado al Parlamento Europeo en representación de Die PARTEI, siendo la primera vez que un partido de estas características entraba en la institución. Tuvo que renunciar a sus trabajos en Spiegel Online y ZDF ya que ambas empresas querían ser objetivas en la presentación de la política. Es miembro de la Comisión de Cultura y Educación del Parlamento Europeo, miembro de la delegación de Corea y suplente de la Comisión de Control Presupuestario del Parlamento Europeo.
En las elecciones al Parlamento Europeo de 2019 fue reelecto como eurodiputado, y su partido obtuvo además un segundo escaño de la mano de Nico Semsrott.

### Controversias
En 2000 se hizo famoso por un asunto de soborno relacionado con la asignación de la Copa Mundial de la FIFA 2006 a Alemania, en el que ofreció a los funcionarios de la FIFA un pequeño obsequio por su voto a favor de Alemania.
A finales de 2009, fue criticado en un periódico chino por "lastimar los sentimientos del pueblo chino" en un reportaje sobre la Feria del Libro de Fráncfort en el heute-show.
En septiembre de 2011, los medios de comunicación del Reino Unido lo criticaron por un cartel parodiando a Barack Obama con la leyenda "Ich bin ein Obama" (Soy un Obama) para la campaña electoral de Berlín, una referencia satírica al discurso Ich bin ein Berliner de John F. Kennedy.

## Filmografía
- 2008: Heimatkunde[12]
- 2009: Die PARTEI[13]
- 2010: The Final Fax[14]
- 2013: Sonneborn rettet die Welt[15]
- 2014: Sonneborn rettet die EU at SpiegelTV